# Muğan Futbol Klubu
Il Futbol Klubu Mughan Salyan  (Azero:Muğan Futbol Klub), era una squadra di calcio azera con sede nella città di Salyan.

## Storia
Fondato nel 2007 il club raggiunge per la prima volta la Premyer Liqası nella stagione 2008-2009 cambiando il nome da FK NBC Salyan a FK Mughan Salyan. La prima partita della squadra in Premyer Liqası fu contro il Qəbələ Nella quale persero con il risultato di 4-1.La prima vittoria invece arrivò alla terza giornata contro il Turan Tovuz vincendo 3-1.Il Mughan conclude la sua prima stagione 12°. Gli anni successivi invece conquista un 10º e un 8º posto. Nel 2012 il club annuncia di partecipare in Birinci Divizionu e alla fine di quella annata il club si sciolse.

## Storia del Nome
- 2007-2008: Futbol Klubu NBC Salyan[2]
- 2008-2012: Futbol Klubu Mughan Salyan

## Allenatori
- Vladislav Gadirov (2007–2009)
- Nadir Gasymov (2009)
- Vladislav Gadirov (2009)
- Kemal Alispahić (2009)
- Almir Hurtić (2009–2010)
- Bahman Hasanov (2010–2011)
- Heydar Aghayev (2011–2012)

## Colori e simboli

### Maglia
Il kit tradizionale del Mughan era una maglia bianca con ai lati strisce arancioni, pantaloncini bianchi con calzini bianchi.

### Loghi
Il logo del Mughan mostrava due gazzelle che saltano, che è il segno di rapidità, velocità e agilità nel folklore azero.